# Външен ключ
Външният ключ (на английски: foreign key) е поле в таблица на релационна база данни, което съдържа стойности, свързани с полето, определено като първичен ключ в друга таблица. Външният ключ се използва, за да се създаде връзка между двете таблици, като по този начин се установява връзка между записите в тях.